# Servaas Stoop
Servaas Stoop (Hendrik-Ido-Ambacht, 8 mei 1962) is een Nederlands bestuurder en SGP-politicus. Sinds 22 november 2019 is hij burgemeester van West Betuwe.

## Biografie
Stoop studeerde maatschappijgeschiedenis aan de Erasmus Universiteit Rotterdam. Daarna begon hij zijn carrière als medewerker van de SGP-fractie in de Tweede Kamer. In 1992 werd hij lid van de Provinciale Staten van Zuid-Holland en later fractievoorzitter van de ChristenUnie/SGP.
Vanaf 1998 was hij directeur van Stichting Schuilplaats, een christelijke hulp- en instelling in Veenendaal. Die functie gaf hij op toen hij in 2002 benoemd werd tot burgemeester van Dirksland. Op 1 januari 2013 ging die gemeente op in de nieuwe gemeente Goeree-Overflakkee waarmee zijn functie kwam te vervallen.
Op 1 februari 2013 werd hij waarnemend burgemeester van Korendijk. Op 1 januari 2019 ging die gemeente op in de nieuwe gemeente Hoeksche Waard en met ingang van 10 januari 2019 is hij benoemd tot waarnemend burgemeester van de gemeente Zuidplas. In juli 2019 droeg de gemeenteraad van Zuidplas de voormalige gedeputeerde Han Weber voor als burgemeester, diens benoeming ging in op 30 september 2019.
Voor de Tweede Kamerverkiezingen van 2010 en 2012 stond hij op de vierde plaats van de SGP-kandidatenlijst maar werd niet gekozen.
Op 8 oktober 2019 werd bekend dat de gemeenteraad Stoop had voorgedragen als burgemeester van West Betuwe. Op 8 november 2019 nam de ministerraad de voordracht over en droeg deze Stoop voor voor benoeming middels koninklijk besluit per 22 november 2019. Hij volgde Harry Keereweer op, die waarnemend burgemeester was van de fusiegemeente die per 1 januari gevormd was uit Geldermalsen, Neerijnen en Lingewaal.
- Parlement.com: vj0oi5fha2vo
- Virtual International Authority File: 4783148037709088350003
- WorldCat: E39PBJx4mQjCdYYWbd7j696tKd